# Alburgh (gmina w Stanach Zjednoczonych)
Alburgh – gmina (town) w Stanach Zjednoczonych, w stanie Vermont, w hrabstwie Grand Isle. W jej granicach znajduje się wieś Alburgh.